# Худосовцев Микола Михайлович
Микола Михайлович Худосовцев (2 серпня 1912, місто Рославль Смоленської губернії, тепер Смоленської області Росія  — 2 травня 1984, місто Донецьк) — український радянський діяч, міністр вугільної промисловості УРСР. Член ЦК КПУ в 1961—1976 роках. Депутат Верховної Ради СРСР 6—8-го скликань.

## Біографія
Народився в родині робітника. Трудову діяльність розпочав у 1931 році стругальником, токарем Рославльського вагоноремонтного заводу.
У 1938 році закінчив Донецький індустріальний інститут у місті Сталіно.
У 1938—1940 роках — диспетчер, заступник начальника виробничого відділу комбінату «Сталінвугілля».
Член ВКП(б) з 1940 року.
У квітні 1940 — лютому 1941 року — начальник шахти № 1-2 тресту «Орджонікідзевугілля». У 1941 році — керуючий тресту «Калінінвугілля».
Під час німецько-радянської війни, у 1941 році — начальник будівельної дільниці оборонного району 8-ї армії Південного фронту.
З липня 1943 року — начальник шахти, керуючий тресту, начальник виробничого відділу комбінату «Молотоввугілля». До 1947 року — керуючий тресту «Артемвугілля».
У 1948—1954 роках — на відповідальній роботі в Міністерстві вугільної промисловості СРСР: начальник головної державної гірничотехнічної інспекції. З 1954 року — начальник відділу із експлуатації Міністерства вугільної промисловості Української РСР.
З 1955 по січень 1956 року — начальник головного управління «Головцентродонбасвугілля» Міністерства вугільної промисловості Української РСР
У січні 1956 — травні 1957 року — заступник міністра вугільної промисловості Української РСР.
У червні 1957—1960 роках — 1-й заступник голови Ради народного господарства Ворошиловградського (Луганського) економічного адміністративного району.
У травні 1960 — грудні 1962 року — голова Ради народного господарства Луганського економічного адміністративного району.
У грудні 1962 (січні 1963) — жовтні 1965 року — голова Ради народного господарства Донецького економічного району.
23 жовтня 1965 — 4 травня 1974 року — міністр вугільної промисловості Української РСР.
У 1974—1984 роках — генеральний директор Всесоюзного науково-виробничого об'єднання по гірничорятувальній справі «Респіратор» Міністерства вугільної промисловості СРСР у місті Донецьку.

## Нагороди
- два ордени Леніна
- два ордени Трудового Червоного Прапора (.08.1962)
- два ордени «Знак Пошани»
- орден Вітчизняної війни ІІ-го ст.
- медалі
- Почесна грамота Президії Верховної Ради Української РСР (12.08.1982)
- Заслужений шахтар Української РСР (2.08.1972)